# 微子金腰
微子金腰（学名：Chrysosplenium microspermum）为虎耳草科金腰属下的一个种。

## 扩展阅读
- 維基物種上的相關：微子金腰